# Aleksandar Nikolov
Aleksandar Nikolov, född 18 juni 1992 i Varna, är en bulgarisk simmare.
Nikolov tävlade för Bulgarien vid olympiska sommarspelen 2016 i Rio de Janeiro, där han blev utslagen i försöksheatet på 100 meter frisim.